# Vladimir Aleksandrovič Fok
Vladimir Aleksandrovič Fok (in russo Владимир Александрович Фок?; San Pietroburgo, 22 dicembre 1898 – Leningrado, 27 dicembre 1974) è stato un fisico sovietico, operante principalmente nel campo della meccanica quantistica.

## Biografia
Laureatosi nel 1922 all'Università di Pietrogrado, dove continuò i suoi studi post laurea, vi divenne professore nel 1932. Nei periodi dal 1919 al 1923 e dal 1928 al 1941 collaborò con l'Istituto Statale di Ottica, tra il 1924 e il 1936 con l'Istituto di Fisica e Tecnologia di Leningrado, tra il 1934 e il 1941 e tra il 1944 e il 1953 con l'Istituto di Fisica Lebedev.
I suoi principali contributi risiedono nello sviluppo della fisica quantistica, sebbene abbia contribuito in maniera significativa alla teoria quantistica dei campi, all'ottica teorica, teoria gravitazionale e fisica della materia condensata. Nel 1926 generalizzò l'equazione di Klein-Gordon.
Diede il nome allo spazio di Fock, alla rappresentazione di Fock ed allo stato di Fock, e sviluppò il metodo di Hartree-Fock. Continuò a fornire attivi contributi scientifici per tutto il resto della vita. Fu membro della Accademia internazionale di scienze quantistiche molecolari.